# Propaganda nacionalsocialista

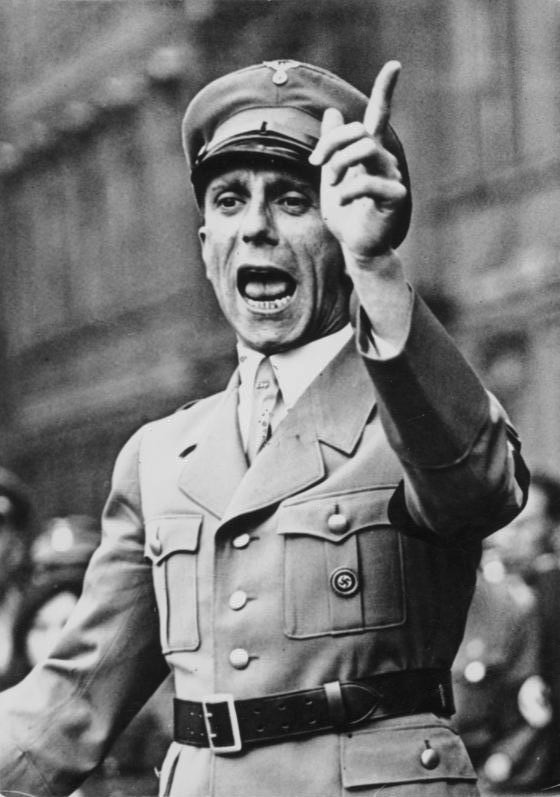
Joseph Goebbels, cap del Ministeri del Reich per a la Il·lustració Pública i Propaganda.

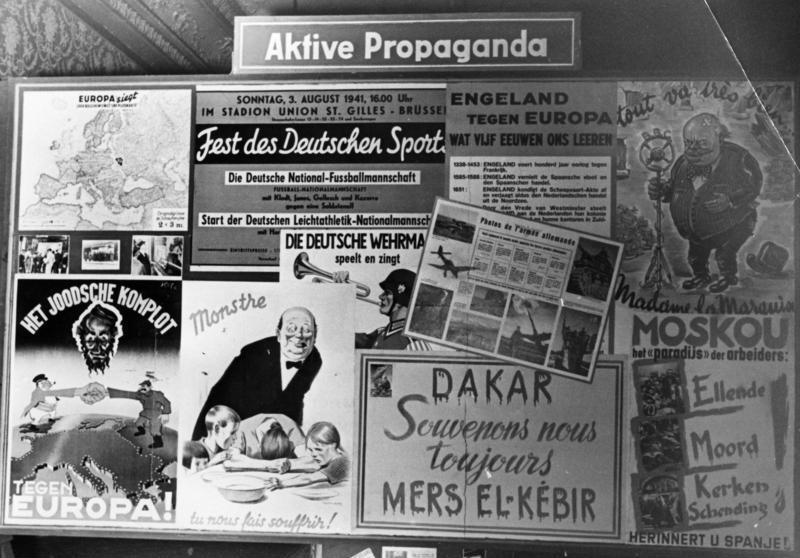
Pissarra en una exposició sobre la labor del departament de propaganda de Bèlgica al desembre de 1941 - gener 1942.

La propaganda nazi va ser l'intent coordinat del Partit Nazi per influir en l'opinió pública alemanya a través de l'ocupació de la propaganda en els mitjans de comunicació. Va ser emprada pel Partit Nacional Socialista dels Treballadors Alemanys i posteriorment, després de l'ascens al poder d'Adolf Hitler, pel govern d'Alemanya fins al final de la Segona Guerra Mundial. La propaganda nazi va proporcionar un instrument crucial per adquirir i mantenir el poder, així com per a la implementació de les seves polítiques, incloent la prossecució de la guerra total i l'extermini de milions de persones durant l'Holocaust i durant l'ocupació de la Unió Soviètica.
En aquest sentit, es va centrar a declarar que els jueus eren la font dels problemes econòmics d'Alemanya. Així mateix, presentava temes més comuns entre els països en guerra: la imminent derrota dels seus enemics, la necessitat de seguretat, etc. Els noticieros cinematogràfics també van ser usats per guanyar el suport per la causa nazi. Leni Riefenstahl va ser, probablement, la propagandista més famosa: la seva pel·lícula El triomf de la voluntat és un dels exemples més coneguts de propaganda en la història del cinema. Aquesta cinta no solament va ser popular en el Tercer Reich, sinó que ha seguit influint en pel·lícules, documentals i comercials fins al dia d'avui.
Joseph Goebbels va ser el Ministre de Propaganda en l'Alemanya Nazi i va exercir un paper central en la creació de nou material antisemita i pronazi per al partit. Va estar a càrrec d'una maquinària de propaganda que va aconseguir tots els nivells de la societat alemanya. L'ús generalitzat de la propaganda per part dels nazis és, en gran part, responsable que el terme en si hagi adquirit les seves connotacions negatives actuals.

## Objectiu
Als alemanys se'ls recordava la lluita contra els enemics estrangers i la subversió jueva. Les campanyes de propaganda creaven un ambient tolerant de la violència contra jueus. També fomentava la passivitat i l'acceptació de les mesures proposades contra els jueus, ja que aquestes apareixien representant al govern nazi com intervenint i restaurant l'ordre.
Aquesta propaganda va intentar obtenir la lleialtat política i l'anomenada consciència racial entre les poblacions ètnicament alemanyes. A més, va intentar convèncer governs estrangers que l'Alemanya Nazi només estava fent demandes raonables.
| «                                 | La propaganda intenta forçar una doctrina sobre la gent... La propaganda opera sobre el públic general des del punt de vista d'una idea i el prepara per a la victòria d'aquesta idea. | » |
| — Adolf Hitler, Mein Kampf (1926) | |   |

Adolf Hitler va escriure aquestes paraules al seu llibre Mein Kampf (1926), en el qual, per primera vegada feia referència a l'ús de la propaganda per a difondre els ideals del nacional-socialisme.

## Els 11 principis de la publicitat nazi
La publicitat nazi va seguir 11 principis que tenien com a objectiu evitar que arribés el punt de vista que defensaven la resta dels països i esdevenir l'única font d'informació en la qual el poble alemany confiés per tal de poder difondre el missatge nazi de forma efectiva. D'aquesta manera els receptors de la informació únicament coneixien el punt de vista que els nazis volien mostrar i creien tot el que deien a través dels mitjans de comunicació. Allò que es transmetia, lluny de ser considerat com la campanya publicitària del règim nazi que era, va arribar a ser considerat com l'única realitat. Els alemanys vivien en una bombolla comunicativa, ja que únicament coneixien la informació que es volia que coneguessin. Aquests principis esdevenien els següents:
1- Principi de simplificació i d'enemic únic: A través dels mitjans de comunicació, difondre una única idea i individualitzar al col·lectiu que pensa de forma contrària com un mateix enemic.
2- Principi del mètode de contagi: Considerar que totes aquelles persones que pensen de forma diferent esdevenen un mateix enemic per la causa defensada.
3- Principi de transposició: Fer que els defectes de la causa defensada recaiguin en l'enemic.
4- Principi de l'exageració i desfiguració: Manipular els fets per tal que tot allò que faci l'enemic sembli un atac.
5- Principi de vulgarització: Presentar la idea de la forma més simple amb l'objectiu que totes les persones puguin entendre-la, ja que el missatge va destinat a masses i, per tant, com més persones puguin entendre'l més difusió tindrà.
6- Principi d'orquestració: La propaganda s'havia de centrar a repetir les mateixes idees.
7- Principi de renovació: Constantment es creaven nous arguments per tal de defensar la idea de la causa, de manera que l'adversari no pogués respondre prou ràpid als arguments. Cada vegada que l'adversari respongués ja havien d'existir nous arguments.
8- Principi de versemblança: Esdevé el fet de crear arguments basats en diverses fonts.
9- Principi de la silenciació: Dissimular aquelles notícies que afavoreixen l'adversari i atorgar especial protagonisme a aquelles notícies que afavoreixen les idees de la causa defensada.
10- Principi de la transfusió: Difondre arguments basats en idees que formen part de la cultura de la zona des de temps anteriors.
11- Principi d'unanimitat: Difondre la idea que tothom està posicionat a favor de la idea defensada. Les persones habitualment segueixen a les multituds de manera que si les persones pensen que tothom segueix una idea, la seguiran.

## Història

### Antecedents
En la dècada de 1920, els propagandistes nazis volien atreure suport per a la seva maquinària política i generar una nova actitud al poble alemany. Un argument de pes va ser una de les disposicions del Tractat de Versalles, signat en 1919, que requeria que Alemanya i els seus aliats acceptessin tota la responsabilitat d'haver causat la guerra i, sota els termes dels articles 231-248, que es desarmessin, realitzessin importants concessions territorials i paguessin indemnitzacions als estats vencedors. Per això, el tractat va ser citat abans i durant la guerra com un "advertiment del que els nostres enemics són capaços [de fer]", una cita directa d'un discurs de Joseph Goebbels en 1942. Alguns, incloent al polític en ascens Adolf Hitler, creien que el Tractat era massa dur. Hitler sostenia en La meva lluita que “en l'opressió del tractat [de Versalles] i en la descaradura de les seves demandes, es troba la major arma de propaganda per al renaixement d'un esperit nacional."

### Abans de la guerra (1919-1939)
Abans de la guerra, l'estratègia de propaganda nazi emfatitzava diversos temes. Les seves metes eren crear enemics externs (els països que suposadament van imposar el Tractat de Versalles sobre Alemanya) i enemics interns (els jueus). Hitler i els propagandistes nazis es van valer de l'antisemitisme i del ressentiment pel Tractat, ja presents a Alemanya.
Els jueus van ser culpats per coses tals com robar als alemanys el producte del seu ardu treball mentre ells no feien gens. Hitler va culpar als jueus per “dues grans ferides sobre humanitat: la circumcisió del cos i la consciència de l'ànima”. En tota Alemanya es veien cartells, pel·lícules, historietes i fullets, en els quals s'atacava a la comunitat Jueva, com en la pel·lícula El jueu etern (una versió sobre la llegenda del jueu errant).
A partir de l'any 1923, la revista de propaganda nazi Der Stürmer va continuar la tradició del segle xix de caricatures antisemites. Aquests dibuixos combinaven motius religiosos amb altres pornogràfics i racistes; a més seguien i intensificaven la relació entre Judensau i els assassinats rituals, "sangoneres" en el seu sentit figurat i el diable, una relació establerta des de feia segles per l'Església. Der Stürmer afirmava que els jueus segrestaven nens cristians abans de la Pasqua perquè “els jueus necessitaven sang d'un nen cristià, potser, per barrejar-la amb el seu Matzah”. Amb aquesta tradició antisemita com a fons, es van inventar imatges desfigurades dels jueus que eren representats com a persones amb dents tortes, ungles d'animals, amb saliva caient dels llavis i mirades cobejoses, que seduïen i “enverinaven” a una multitud de noies joves rosses. Aquest tipus d'imatge es referia a la Rassenschande (denhonra de la raça), i es va emprar en aquest context la frase "xuclar la raça ària". En una caricatura de la revista Der Stürmer d'abril de 1934, va aparèixer una imatge de la Judensau que simbolitzava el suposat poder jueu en els mitjans. En aquesta imatge, la puerca travessada per una forqueta representa els Juden-Literatur-Verlage (editors de literatura jueva), i sota es titula: Wenn die Sau tot ist müssen auch die Ferkel verrecken. (Morta la truja, els garrins també estiren la pota.). Els "garrins" representats són entre altres: Albert Einstein, Magnus Hirschfeld, Alfred Kerr, Thomas Mann i Erich Maria Remarqui.
Els alemanys en altres països com Txecoslovàquia, França, Polònia, Unió Soviètica i els Països bàltics van ser un altre blanc de la propaganda del partit nazi. Hitler afirmava, en La meva lluita, que els alemanys sofrien dolor i misèria estant fos d'Alemanya, i que somiaven amb la pàtria comuna. Al llarg de La meva Lluita, Hitler invoca als alemanys a tot el món perquè tinguessin com a objectiu central la lluita pel poder polític i la independència.
Els esforços de la propaganda nazi es van enfocar llavors en la creació d'enemics externs. Els propagandistes reforçaven l'actitud negativa d'Alemanya cap al Tractat de Versalles. Així, quan el Tractat va ser signat en 1919, fins i tot els titulars de periòdics no propagandistes en tota Alemanya van parlar que per als alemanys era "inacceptable. També en 1919, el Berliner Tageblatt va predir que "si acceptem les condicions, un furor militar per la venjança sonarà a Alemanya dins de pocs anys, un nacionalisme militant embolicarà tot”.
Hitler, coneixent el disgust de la nació amb el Tractat, ho va aprofitar per influenciar en la seva audiència. Es referirà repetidament als termes del Tractat com un atac directe contra Alemanya i el seu poble. En un discurs pronunciat el 30 de gener de 1937, va afirmar directament que retirava la signatura alemanya del document en protesta per les proporcions desmesurades de les condicions. Va sostenir que el Tractat feia que Alemanya semblés inferior i "menys" que altres països sol perquè la culpa de la guerra havia recaigut sobre ells. L'èxit dels propagandistes nazis es va poder comprovar quan Hitler va guanyar el control del partit nazi i, finalment, va conduir al país a la Segona Guerra Mundial.
Durant els mesos anteriors a la invasió de 1939, els periòdics i polítics alemanys com elführer Adolf Hitler van dur a terme una campanya propagandística a nivell nacional i internacional, per la qual acusaven a les autoritats poloneses d'organitzar o tolerar la neteja ètnica dels alemanys ètnics que vivien a Polònia i que constituïen una minoria ètnica. El 22 d'agost Adolf Hitler va dir als seus generals:
La part principal d'aquesta campanya de propaganda era el projecte de bandera falsa de la Operació Himmler, dissenyada per crear l'aparença d'agressions poloneses contra Alemanya, la qual cosa va ser usada per a justificar la invasió a Polònia.

### Durant la Segona Guerra Mundial
Fins a la conclusió de la Batalla de Stalingrad, el 2 de febrer de 1943, la propaganda alemanya emfatitzava la capacitat de les armes alemanyes i la humanitat que els soldats alemanys havien mostrat envers la població dels territoris ocupats. Els pilots de les flotes de bombardeig aliades van ser representats com a assassins covards i, en particular, els nord-americans com gangsters a l'estil d'Al Capone. Al mateix temps, la propaganda alemanya va procurar distanciar als nord-americans i als britànics els uns amb els altres, i a ambdues nacions dels soviètics.
No obstant això, després de la catàstrofe militar de Stalingrad, el tema principal va canviar i es va centrar a fer d'Alemanya l'únic defensor del que denominaven “la cultura europea occidental” contra les “hordes bolxevics”. La presentació de les "armes de venjança" V-1 i V-2 va ser emfatitzada per convèncer els britànics de la impossibilitat de derrotar a Alemanya.
El 23 de juny de 1944 els nazis van permetre a la Creu Roja Internacional visitar el camp de concentració de Theresienstadt per esvair els rumors sobre la Solució final, que tenia com a propòsit matar a tots els jueus. En realitat, Theresienstadt era un camp de trànsit per als jueus en la ruta als camps d'extermini; però, en un sofisticat esforç de propaganda, es van aixecar falses tendes i cafès per donar a entendre que els jueus vivien en relativa comoditat. Els convidats van gaudir l'actuació d'una òpera de nens, Brundibár, escrita per un dels presos, Hans Krása. El parany va ser tan reeixit per als nazis que van decidir fer una pel·lícula de propaganda en el mateix camp de concentració. El rodatge de la pel·lícula va començar el 26 de febrer de 1944. Dirigida per Kurt Gerron qui havia estat persuadit o obligat pels nazis per fer-ho, la pel·lícula es va proposar mostrar com de bé vivien els jueus sota la protecció "benèvola" del Tercer Reich. La major part del repartiment i fins i tot el mateix cineasta van ser deportats al camp de concentració de Auschwitz, on van morir. Titulada o bé Theresienstadt Ein Dokumentarfilm aus dem jüdischen Siedlungsgebiet ("Theresienstadt. Una pel·lícula documental sobre el re-assentament jueu") o Der Führer schenkt den Juden eine Stadt ("El Führer regala alsjueus una ciutat"), suposadament no es va arribar a completar mai i existeix actualment solament en forma fragmentària.
Quan la derrota alemanya era imminent, Goebbels es va suïcidar l'1 de maig de 1945, poc després que el Führer hagués fet el mateix. Hans Fritzsche, qui havia estat el cap de la Càmera de Radio, va ser processat i absolt pel tribunal de crims de guerra de Núremberg.

## Mitjans propagandístics

### Cartells

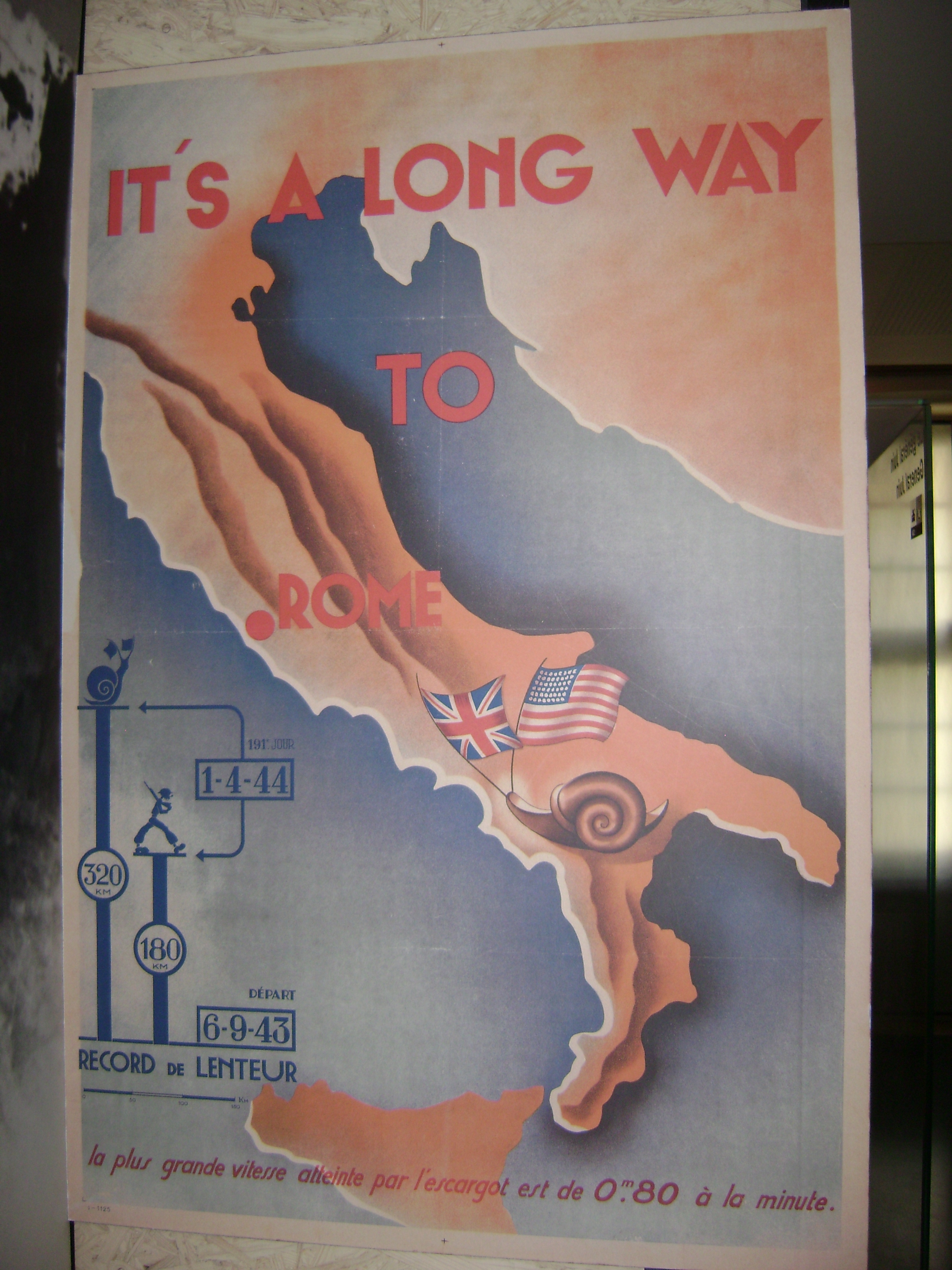
Propaganda nazi a França

L'art de cartell va ser un pilar de l'esforç de propaganda Nazi, dirigit tant cap a Alemanya mateixa com als territoris ocupats. Els temes usats reflecteixen molta recerca en el poder de les imatges i de les idees per motivar a la gent.

### Pel·lícules
Els nazis van produir diverses pel·lícules per promoure la seva visió. Els temes van incloure les virtuts del tipus nòrdic o ari, la força militar i industrial alemanya, i la maldat dels enemics dels nazis. L'11 de març de 1933 es va establir un Ministeri de Propaganda (oficialment, Reichsministerium für Volksaufklärung und Propaganda) i es va nomenar a Joseph Goebbels com a Ministre. El 22 de setembre es va incorporar un Departament de Cinema a la Càmera de la Cultura, departament que després seria separat i expandit (Reichsfilmkammer). Si bé l'Oficina central de propaganda del Partit estava separada del Ministeri d'Il·lustració Pública i Propaganda governamental, ambdues institucions eren dirigides per Goebbels, qui va ser nomenat Reichspropagandaleiter i se li va concedir el control total de la premsa i el cinema a Alemanya "per difondre la cosmovisió nacionalsocialista a tot el poble alemany". La principal tasca del Departament era organitzar presentacions de pel·lícules "apropiades per a la il·lustració i educació públiques". El director del Departament de Cinema (denominat Reichsamtsleiter) era Karl Neumann. El departament atorgava el permís de cada pel·lícula abans de la seva producció. Algunes vegades, el govern seleccionava als actors per a una pel·lícula, finançava la producció parcialment o totalment, i podia concedir estímuls fiscals als productors.
Sota Goebbels i Hitler, la indústria cinematogràfica alemanya es va nacionalitzar completament. Cap a 1936, l'Adreça de Propaganda Nacionalsocialista que controlava Goebbels tenia a la seva disposició gairebé totes les agències de cinema d'Alemanya. Ocasionalment, certs directors, com Wolfgang Liebeneiner, podien "obviar" a Goebbels, proporcionant-li una versió diferent de la pel·lícula que seria realment filmada. Tals pel·lícules inclouen aquelles dirigides per Helmut Käutner: Romanze in Moll ("Romanç en clau menor", 1943), Großi Freiheit Nr. 7 ("Gran Llibertat, No. 7", 1944), i Unter den Brücken ("Sota els Ponts", 1945).
El triomf de la voluntat, per la cineasta Leni Riefenstahl, fa la crònica del Congrés del Partit Nazi en 1934 en Núremberg. Mostra membres de partit uniformats (encara que relativament pocs soldats alemanys) marxant i entonant melodies clàssiques. La pel·lícula conté extractes de discursos donats per diversos capdavanters nazis al Congrés, incloent parts de discursos per Adolf Hitler.
El jueu etern (o El jueu errante) va ser dirigida per Fritz Hippler, per insistència de Ministre de Propaganda, Joseph Goebbels, encara que s'acredita el llibret a Eberhard Taubert. La pel·lícula està feta en l'estil d'un documental, sent la tesi central el tret de personalitat racial immutable que caracteritza als jueus com un paràsit cultural errante. A través de la pel·lícula, aquest tret és contrastat amb l'ideal de l'Estat nazi: mentre els aris troben satisfacció en el treball físic i la creació de valors, els jueus solament troba plaure en els diners i en una forma de vida hedonista.

### Premsa

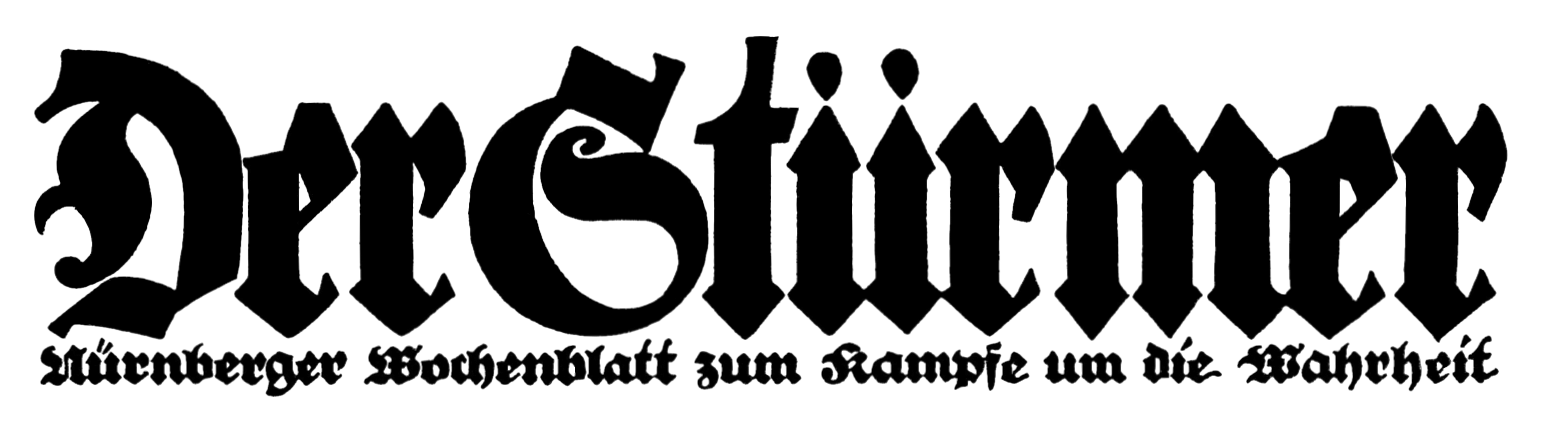
Der Stürmer (L'atacant), diari que publicà tires còmiques per tal de difondre els ideals del nacional-socialisme.

A més, els diaris a Alemanya, sobretot “Der Stürmer” (L'atacant), imprimien tires còmiques que utilitzaven caricatures antisemites per a representar els jueus. Deixaven clar que els jueus eren enemics perillosos del Reich alemany. Així, el règim aconseguia recolzament per les polítiques dirigides a remoure permanentment als jueus de les àrees alemanyes. Així van poder obtenir assentiment sobre l'anomenada Solució Final.

### Llibres
Els nazis i els seus simpatitzants van publicar gran nombre de llibres. Moltes idees que s'associen amb els Nazis, com el nacionalisme alemany, l'eugenèsia i l'antisemitisme havien aparegut des del segle xix o abans, però van ser els nazis els qui les van aprofitar, incloent-les en les seves pròpies publicacions.
El llibre de propaganda més notable és Mein Kampf (La meva lluita), d'Adolf Hitler, que detalla les seves creences. El llibre perfila les idees principals que més tard culminarien en la Segona Guerra Mundial. Està fortament influenciat pel llibre de Gustave Li Bon, La munió: un estudi de la ment popular (1895), que teoritzà la propaganda com una tècnica racional adequada per controlar el comportament aparentment irracional de les munions. Particularment central és l'antisemitisme violent de Hitler i els seus socis, descrit, entre altres fonts, en el fabricat Els protocols dels savis de Sion. Per exemple, Hitler afirmava que la llengua internacional Esperanto era part d'una conspiració jueva i argumentava respecte de les velles idees alemanyes nacionalistes de Drang nach Osten i la necessitat de guanyar Lebensraum (espai vital) cap a l'Est, especialment a Rússia.
Altres llibres tals com Rassenkunde des deutschen Volkes (Etnologia del poble alemany), per Hans F. K. Günther, i Rasse und Seele (Raça i Ànima), per Ludwig Ferdinand, van intentar identificar i classificar les diferències ens el tipus alemany, nòrdic o ari i altres pobles suposadament inferiors. Aquests llibres van ser usats com a textos a les escoles alemanyes durant l'època nazi.
En el marc de la nova organització de la premsa i de la propaganda, l'ens de les revistes —així com la resta de la premsa— va passar a ser controlat per l'estat o pel partit nazi.
El control a l'interior del partit, de l'estat i de les organitzacions gremials va recaure en un reduït nombre de jerarcas nacionalsocialistes, ja que ells representaven al mateix temps a les màximes autoritats en el sector i en els seus respectius camps d'activitats en l'Estat i en les corporacions professionals.
Al nivell del NSDAP, la responsabilitat directa de l'ens de la premsa escrita la tenien Max Amann, R. Rienhardt i Otto Dietrich, persones que al seu torn posseïen els màxims càrrecs a la Reichskulturkammer, en l'Associació d'Editors de Periòdics i Revistes Alemanyes i al Ministeri de la Informació popular i Propaganda. És a dir, ells estaven investits, paral·lelament, amb les funcions d'editors, productors i controladors dels mitjans impresos.
Per exemple, la casa central editorial del Partit Nazi, la Franz-Eher-Verlag, dirigida personalment per M. Amann, no només va ser el «bressol» oficial de l'òrgan del NSDAP, el Völkischer Beobachter sinó que al mateix temps, la casa editorial de revistes i setmanaris més gran en l'era de l'Alemanya-NS. Ja el 1937 M. Amann «va adquirir» - després de la seva confiscació - l'editorial Ullstein-Verlag (Ullstein era un editor d'ascendència jueva), a partir d'aquest moment l'editorial va passar a cridar-se "Deutscher Verlag".
Fins al 1937, Ullstein-Verlag era la casa editorial que publicava les revistes de continguts generals de major tiratge a Alemanya, sota elles, la Berliner Illustrirte Zeitung, una de les publicacions setmanals més venuda'. La «compra» de l'Ullstein-Verlag"- i la seva incorporació a la Franz Eher-Nachfolger GmbH va permetre a M. Amann controlar –com a empresari i editor– a una editorial que publicava revistes de tiratge massiu, determinar els seus continguts, els seus dissenys i decidir el tiratge de les revistes de l'Ullstein-Verlag (i de l'editorial central del NSDAP), però al mateix temps, a través del seu càrrec com a President de la Càmera de la Premsa i –a través de R. Rienhardt com a President de l'Associació de Periòdics i Revistes Alemanys– dominar l'ens dels mitjans impresos, que ja, per si mateix, pertanyia en un 82% al NSDAP.
Dietrich va exercir major influència en els continguts de les revista, en la mesura que en ell - com Vocero del Govern - requeia la responsabilitat dels despatxos informatius, entre d'altres, de la Nationalsozialistische Korrespondenz (NSK), "agència de notícies" a la qual tots els mitjans impresos estaven obligats de subscriure. Com a Sotssecretari del Ministeri de Propaganda, ell va tenir la responsabilitat directa sobre les tres seccions que coordinaven i regulaven el quefer de la premsa escrita (Premsa per a l'Interior d'Alemanya, Premsa per a l'Exterior i Premsa per a Revistes). Max Stampe, Director del Departament de Premsa per a Revistes en el Ministeri de Propaganda, havia de coordinar la feina de casa amb O. Dietrich, el seu cap directe.
La fusió d'activitats partidàries, estatals i gremials en una només persona així com la construcció del poder en forma piramidal va permetre a NSDAP un control directe i absolut sobre els mitjans impresos.

## Temàtica
Es va promoure la ideologia al demonizar als enemics del Partit nazi; en particular, els jueus i comunistes, però també, els capitalistes i intel·lectuals. Per a això, es van enaltir els valors afirmats pels nazis, incloent la mort heroica, el Führerprinzip (principi del líder), Volksgemeinschaft (la comunitat popular), Blut und Boden (sang i sòl) i l'orgull en la raça ària. També es va emprar la propaganda per mantenir el culte a la personalitat entorn d'Adolf Hitler i promocionar campanyes per a l'eugenèsia i l'annexió de les àrees germà-parlants. Després de l'esclat de la Segona Guerra Mundial, la propaganda nazi vilipendió als enemics d'Alemanya, especialment, el Regne Unit, la Unió Soviètica i els Estats Units, i va exhortar a la població a participar en la guerra total.

## Historiografia
La propaganda nazi és un tema d'estudi relativament recent. Historiadors de totes les tendències, inclosos aquells del Bloc oriental, coincideixen en la seva notable eficàcia. No obstant això, l'avaluació de la seva importància (ja sigui si va formar o simplement va dirigir i va explotar l'opinió pública) està influenciada per l'enfocament de qüestions més àmplies originades per l'estudi de l'Alemanya nazi; per exemple, si l'Estat nazi va ser una dictadura totalment totalitària, com sosté Hannah Arendt, o si va dependre de cert consens social.
A més dels arxius mediàtics, una font primària important per a l'estudi de l'esforç propagandístic nazi està composta pels informes sobre la moral cívica i l'opinió pública que van compilar des de 1939 el Sicherheitsdienst i després el RMVP. Una altra font són els Deutschland-Berichte, informes reunits per agents encoberts que tractaven, en particular, sobre l'opinió popular alemanya.

### Peu de pàgina
1. ↑  David B. Hinton. «Triump of the Will: document or artifice?» (en anglès). Cinema Journal p. 48-57, otoño 1975. [Consulta: 6 febrer 2009].
2. ↑  «United States Holocaust Memorial Museum» (en castellà).   United States Holocaust Memorial Museum. [Consulta: 17 gener 2019].
3. ↑  «Goebbels - Los once principios de la propaganda». [Consulta: 28 octubre 2017].
4. ↑  Tractat de Versalles - Articles 231-247 i Annexos - Reparacions
5. ↑  Arxiu de la Propaganda Alemanya
6. ↑  AngliaCampus
7. ↑  Interfoto Bild-Nr. 00209619[Enllaç no actiu]
8. ↑  Mein Kampf.
9. ↑  Frankfurter Zeitung
10. ↑  Why Hitler Came Into Power.
11. ↑  Arxiu de la propaganda alemanya
12. ↑  «Editor d'un període alemany explica els reclams per les atrocitats poloneses contres les minories». Arxivat de l'original el 2003-05-08. [Consulta: 27 març 2021].
13. ↑  Heinrich Himmler: The SS, Gestapo, His Life and Career, Skyhorse Publishing Inc., ISBN 1-60239-178-5, Google Print, pàg. 76
14. ↑  ISBN 0-7658-0898-6
15. ↑  Bradley Lightbody
16. 1 2  en The Bootleg Files
17. 1 2  Randall Bytwerk. «The Central Party Propaganda Office of the NSDAP» (en anglès). Arxivat de l'original el 2014-04-11. [Consulta: 6 febrer 2009].
18. ↑  «"Der Stürmer" - Щурмовакът». [Consulta: 20 gener 2017].